# Stjepan Šejić
Stjepan Šejić (Vinkovci, 27. studenog 1981.) je hrvatski strip crtač koji trenutno radi kao ilustrator američkog stripa Witchblade u izdanju Top Cow Productions.

## Životopis
Šejić trenutno živi u Crikvenici no rođen je u Vinkovcima. Prije nego što je postao strip crtač, želio je postati odvjetnik. 2007. potpisao je ugovor s izdavačkom tvrtkom Top Cow Productions o ilustriranju stripa Witchblade od broja 116 do 150. Kao dodatak tome, ilustrira Witchblade miniserijale First Born i Broken Trinity, te također crta naslovne stranice za strip The Darkness koji izdaje ista tvrtka. Također surađuje i s manjim izdavačkim tvrtkama kao što su Arcana Studio i Dynamite Entertainment.
Godine 2019. postaje autor i crtač stripa Harleen za DC Black Label, u sklopu čega je izdano tri stripa o Harley Queen.